# Eberhard Ferstl
Eberhard Ferstl   (Múnic, 16 de gener de 1933 - Bad Tölz, 8 d'octubre de 2019) fou un jugador d'hoquei sobre herba alemany que va competir durant les dècades de 1950 i 1960.
El 1956 va prendre part en els Jocs Olímpics d'Estiu de Melbourne, on guanyà la medalla de bronze en la competició d'hoquei sobre herba. Quatre anys més tard, als Jocs de Roma, fou setè en la mateixa competició.
Entre 1956 i 1964 va disputar 65 partits internacionals. A nivell de clubs va jugar al HC Wacker München.